# اختفاء كريستين سمارت
كريستين سمارت (بالإنجليزية: Kristin Denise Smart)‏ (20 فبراير 1977 - أُعلِنَ موتها قانونيًا في 25 مايو 2002) هي شابة أمريكية يعتقد أنها خطفت وقتلت في نهاية عامها الجامعي الأول في 25 مايو 1996 داخل حرم جامعة ولاية كاليفورنيا للفنون التطبيقية في سان لويس أوبيسبو. اختفاء سمارت قضية تم حلها عام 2021.
في 18 يناير 2020 نشر موقع "Stockton Record" أن مكتب التحقيقات الفيدرالي (FBI) بلغ عائلة سمارت أن هناك أخبار إضافية ستظهر خلال الفترة القادمة، و«قد ترغب الأسرة بالابتعاد لفترة من الزمن» لكنه لم يقدم أي معلومات محددة. عاد الموقع في 22 يناير ونشر تصحيح، أن من اتصل بالعائلة كان موظف سابق في «مكتب التحقيقات الفيدرالي» وليس المكتب نفسه.
ليس هناك صلة قرابة بين كريستين سمارت والمراهقة إليزابيث سمارت التي اختطفت في يونيو 2002 وتم العثور عليها حية في مارس 2003.
كانت مدفونه تحت بيت خاطفها وكان صوت منبه هاتفها خلال 25 سنه يرن الساعة 5 حتى انتقل من البيت وعاشت امراه وزوجها وتم الإبلاغ عن الادله الموجوده

## وصلات خارجية
- FBI Missing Person Report on Kristin Smart
- San Luis Obispo County Sheriff's Department Report on Kristin's Disappearance (نسخة محفوظة 14 يناير 2008 على موقع واي باك مشين.)
- North American Missing Persons Network Report on Kristin's Case
- Article about the investigation into Scott Peterson's possible connection with Kristin Smart's disappearance. (نسخة محفوظة 15 نوفمبر 2004 على موقع واي باك مشين.)
- The Charley Project: Kristin Smart
- Reader's Room Article on Kristin's disappearance (نسخة محفوظة 5 أكتوبر 2011 على موقع واي باك مشين.)
- findkristinsmart.org
- The text of Kristin Smart Campus Security Act 1998 from the California State Legislature Senate website.
- KSBY Investigates: Kristin Smart disappearance
- kristinsmart.org website